# Anthrenus fuscus
Anthrenus fuscus es una especie de escarabajo de piel del género Anthrenus, orden Coleoptera. Fue descrita por Olivier en 1789.

## Descripción
Mide 2-3,4 mm de longitud. Posee élitros brillantes en la superficie dorsal, con antenas de 6 segmentos.

## Distribución y hábitat
Especie originaria de Eurasia. Introducida en Canadá: desde Nueva Escocia hasta Quebec. Se sabe que también ha sido reportada en Estados Unidos.
Habita en nidos de pájaros, almacenes, viviendas, graneros, cobertizos, molinos harineros y demás hábitats peridomésticos donde se alimenta de restos de otros insectos.